# Sune Sundius
Sune Sundius, född 8 april 1917 i Lidingö församling i Stockholms län, död 24 januari 1968 i Solna församling i Stockholms län, var en svensk jurist.
Sundius var son till vice häradshövdingen Herman Sundius och Maria Anell samt brorson till Agathon Sundius. Efter studentexamen i Stockholm 1936 följde akademiska studier. Han blev juris kandidat 1943 och gjorde tingstjänstgöring i Södra Roslags domsaga 1943–1945, biträdande jurist i Stockholms stads rättshjälpsanstalt 1945, Stockholms läns rättshjälpsanstalt 1948, rättegångsadvokat där från 1950. Han blev ledamot av Advokatsamfundet 1948. Han var ledamot av Sundius byrå AB. Han avlade reservofficersexamen 1939, blev löjtnant vid I 5:s reserv 1942 och kapten 1956.
Sune Sundius gifte sig 1945 med sin kusins dotter Britta Sundius (1920–2008), dotter till landsfiskalen C G Sundius och Annie Petré. De fick barnen Sten (född 1948) och Ann-Marie (1955–1966).
Han är begravd i familjegraven på Norra begravningsplatsen i Stockholm.